# سن لورنزو، ونیز

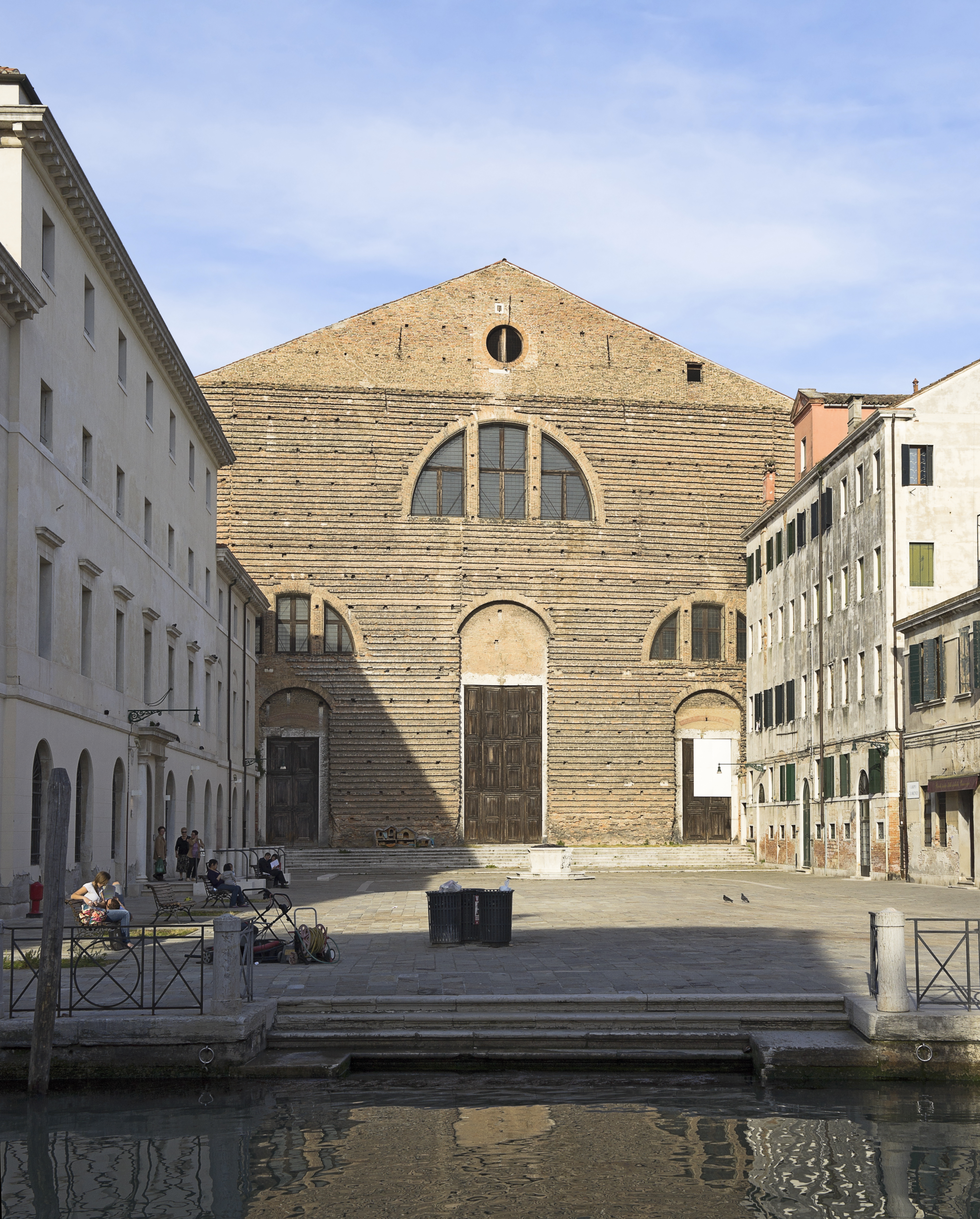
کلیسای سن لورنزو پس از بازسازی.

سن لورنزو (به ایتالیایی: Chiesa di San Lorenzo) نام یک کلیسا در ونیز واقع در شمال ایتالیا است.
این کلیسا در قرن نهم میلادی ساخته شد و به صومعهٔ بندیکت ضمیمه شد و در بین سال‌های ۱۵۸۰-۱۶۱۶ میلادی توسط سیمونه سورلا، بازسازی شد.
آرامگاه مارکو پولو، جهانگرد ونیزی در این کلیسا قرار دارد.